# Дияллы
Дияллы (азерб. Diyallı) — село в Исмаиллинском районе Азербайджана. 

## География
Расположено в предгорьях Ниялдагского хребта, в 4 км от реки Айричай и в 10 км к востоку от районного центра Исмаиллы.

## История
Материалы посемейных списков на 1886 год сообщают, что в Диаллы проживало 765 человек (376 мужчин и 389 женщин; 87 дымов) и все таты-сунниты, а среди этих жителей было 132 крестьян на казённой земле, 618 крестьян на владельческой земле и 15 представителей суннитского духовенства.
Кварталы в Дияллы состояли из домов 8 родов (Мехеддинли, Гасымлы, Нанышлы, Деллекли, Шефили, Шамилли, Шыхлы, Хаджыазизли).

## Население
По Азербайджанской сельскохозяйственной переписи 1921 года в Диаллы I и в Диаллы II Исмаилинского сельского общества Геокчайского уезда проживало 625 (125 хозяйств)  и 31 человек (8 хозяйств) и преимущественно тюрки-азербайджанцы (азербайджанцы).
По данным издания «Административное деление АССР», подготовленного в 1933 году Управлением народно-хозяйственного учёта АССР (АзНХУ), по состоянию на 1 января 1933 года в Дияллы насчитывалось 484 жителей (197 хозяйств), среди которых было 256 мужчин и 228 женщин. Весь Нариманкентский сельсовет Исмаиллинского района Азербайджанской ССР, к которому принадлежал Дияллы, на 60,3 % состоял из «тюрок» (азербайджанцев) и на 35,8 % из армян.
В конце 1970-х численность населения составляла 1245 человек. Были развиты животноводство, разведение зерновых и фруктов. Имелся животноводческий комплекс.
По переписи 1886 года в селе в 87 домах проживало 376 мужчин и 389 женщин.  Bсе этнические таты 

## Примечательные места
К северо-западу от села находится минеральный источник, именующийся «Дияллы». Вода родника холодная, горько-солоноватая.